# Rosenfeldt
Rosenfeldt er dannet i 1774 af Reinhard Iselin, som en hovedgård. Gården ligger vest for Vordingborg i Kastrup Sogn i Vordingborg Kommune. Hovedbygningen er opført i 1868-1870 ved H.S. Sibbern og ombygget i 1882 ved H.C. Glahn og muremester Christian Peder Wienberg. Christian Joseph Zuber opførte det endnu eksisterende ladegårdanlæg i klassicistisk stil 1776-77 efter Iselin havde købt Vordingborg Slots Ladegård på auktion, som lå her.
Rosenfeldt Gods er på 2315 hektar med Øbjerggård, Knudsskovgård, Oregård og Trehøje

## Ejere af Rosenfeldt
- (1664-1670) Frederik 3.
- (1670-1699) Christian 5.
- (1699-1730) Frederik 4.
- (1730-1746) Christian 6.
- (1746-1766) Frederik 5.
- (1766-1774) Christian 7.
- (1774-1781) Reinhard Iselin
- (1781-1803) Anna Elisabeth Reinhardsdatter Iselin gift de le Calmette
- (1803) Jens Lind
- (1803-1805) Frederik Hoppe
- (1805-1809) Rasmus Lange / Frederik Hastrup
- (1809-1844) Frederik Hastrup
- (1844-1871) Oscar O'Neill Oxholm
- (1871-1882) Adelaide Marie O'Kelly gift Oxholm
- (1882-1914) Carl Arthur George O'Neill Oxholm (søn)
- (1914-1935) Sophie Marguerite von Bech gift Oxholm
- (1935-1949) Oscar Ludvig Fritz Adolf O'Neill Oxholm (brors søn)
- (1949-1991) Elsa Sonja Sigrid Oxholm gift Tillisch (datter)
- (1991-2019) Oscar Peter Oxholm Tillisch (søn)
- (2019-) Nicolai Oxholm Tillisch (søn)